# Lena Stumpf
Helene (Lena) Stumpf (* 27. April 1924 in Leer, Ostfriesland; † 6. Februar 2012 ebenda) war eine deutsche Leichtathletin.

## Ausbildung und Beruf
Lena Stumpf studierte von 1942 bis 1944 in Leipzig. Nach ihrer aktiven Zeit war sie zunächst ab 1960 Sportlehrerin an der Mittelschule in Leer. Später arbeitete sie in dieser Funktion bis zu ihrer Pensionierung Anfang der 1980er Jahre am Werner-von-Siemens-Gymnasium in Bad Harzburg.

## Sportliche Laufbahn
Stumpf startete 1948 für Germania Leer und 1949 bis 1951 für Werder Bremen. Nach zwei Jahren Wettkampfpause trat sie 1954 für den TV Leer und ab 1955 wieder für Germania Leer an. Sie gewann 1948, 1949 und 1951 bei den Deutschen Meisterschaften den Titel im Fünfkampf. 1950 und 1954 wurde sie Vizemeisterin, 1947 belegte sie den dritten Platz. 1948 wurde sie Fünfkampfmeisterin bei den Deutschen Mehrkampfmeisterschaften und verfehlte den Weltrekord um acht Punkte. 1949 wurde sie in der Bundesrepublik zur Sportlerin des Jahres gewählt, nachdem sie im Fünfkampf einen Weltrekord aufgestellt hatte. Bei den Europameisterschaften 1954 belegte sie im Fünfkampf den vierten Platz (4336 Punkte; Einzelleistungen: 12,48 m – 1,44 m – 25,9 s – 12,2 s – 5,91 m).
1950, 1954 und 1955 gewann Stumpf zudem jeweils die Deutsche Meisterschaft im Weitsprung, 1949 wurde sie Zweite. Ihre persönliche Bestleistung von 1951 lag bei 6,01 m. Mit der 4-mal-100-Meter-Staffel des SV Werder Bremen gewann sie 1949 und 1951 den Deutschen Meistertitel und 1950 die Vizemeisterschaft.

## Ehrungen
Für ihre Verdienste um den Sport in Niedersachsen wurde sie 1988 in die Ehrengalerie des niedersächsischen Sports des Niedersächsischen Instituts für Sportgeschichte aufgenommen. 1950 erhielt sie das Silberne Lorbeerblatt.